# Mary Kate Schellhardt
Mary Kate Schellhardt (ur. 1 listopada 1978 r. w USA) – aktorka amerykańska.
Zagrała w filmach:
- 1993: Co gryzie Gilberta Grape’a jako Ellen Grape[1]
- 1995: Rodzinna zamiana jako Terry Venessi[2]
- 1995: Uwolnić orkę 2 jako Nadine[3]
- 1995: Apollo 13 jako Barbara Lovell[4]
- 1999: Out of Courage 2: Out of Vengeance jako Gretchen Wilson[5]
- 2008: Jack Rio jako Jamie McNeil/ Jill Madison[6]
- 2009: Mr. Blue Sky jako Bonnie Tailor[7]